# 沙螽總科
沙螽總科（學名：Stenopelmatoidea）為直翅目下的一個總科，在較舊的分類系統中又被稱為蟋螽總科（Gryllacridoidea）。

## 分類
沙螽總科下共包含有 4 科：
- 丑螽科（Anostostomatidae）Saussure, 1859
- 库卢拉螽科（Cooloolidae）Rentz, 1980
- 蟋螽科（Gryllacrididae）Blanchard, 1845
- 沙螽科（Stenopelmatidae）Burmeister, 1838